# Beridella iris
Beridella iris är en tvåvingeart som först beskrevs av James 1975.  Beridella iris ingår i släktet Beridella och familjen vapenflugor.
Artens utbredningsområde är Bolivia. Inga underarter finns listade i Catalogue of Life.